# Kaple svaté Alžběty (Jilemnice)
Kaple svaté Alžběty v Jilemnici (dříve kostel svaté Alžbety) byla kaple v parku jilemnického zámku. Sloužila i jako pohřební místo jilemnických majitelů. Stavba ze 13. století je nejstarším doloženým zděným objektem v Jilemnici.

## Historie
Vznik kostela je datován do 13. století, avšak první písemné prameny pocházejí z roku 1504, kdy zde začali být pohřbíváni majitelé jilemnického panství. Byli zde pohřbíváni zejména Valdštejnové, ale i Kryštof Bohumír Harant a Adolf Vilém Harant, vnukové Kryštofa Haranta z Polžic a Bezdružic. V roce 1786 byly rakve s ostatky Harantů z Polžic a Bezdružic spolu s rakvemi dalšími exhumovány a přeneseny do zatím neobjevené krypty v interiéru jilemnického farního kostela sv. Vavřince. Hřbitov byl zrušen výnosem Josefa II. na konci 18. století.
Podoba kostela byla dosud známa jen z nemnoha dobových vyobrazení, například z tzv. Grauparovy mapy z roku 1765, několika městských vedut či z dřevořezby z poloviny 18. století, která je součástí expozice Krkonošského muzea v Jilemnici.
Roku 1670 nechala Eleonora Konstancie Harantová vybudovat hlavní oltář. Kostel byl v roce 1786 přestavěný na kapli a o dva roky později, roku 1788 vyhořel při velkém požáru. Protože za Harrachů již nesloužil jako hrobka majitelů panství, nebyl obnoven a rozebrané zdivo posloužilo na stavbu nové školy u kostela (budova č. p. 98). Část stěny kaple zůstala zachována na původním místě a slouží jako středová zeď zahradnického domku v zámeckém parku.

## Popis stavby
Jednotný popis kaple se nezachoval. Kostel byl zpravidla vykreslen jako jednoduchá a nepříliš rozlehlá jednolodní stavba. Poněkud odlišný pohled však přináší dřevořez z poloviny 18. století s motivem Křtu etiopského šlechtice, který je vystaven v expozici Krkonošského muzea. Zde je vedle jilemnického zámku vyobrazen také kostel svaté Alžběty, který je svými rozměry srovnatelný s jilemnickým zámkem a je zde dobře patrný i presbytář. Tuto podobu potvrdil i archeologický výzkum z roku 2016. Tedy 12 metrů dlouhá zeď, která se nachází v interiéru zahradního domu, je severní zdí presbytáře a loď kostela pokračuje dále do zámeckého parku (pravděpodobně až někam do prostoru kašny). Zeď lodi, která byla odhalena v sondě před průčelím zahradního domku, má impozantní mocnost čítající 1,5 m. Do severní zdi presbytáře byla proražena nika (zatím neznámého významu), a také se zde nachází pískovcové ostění sanktuária - nejposvátnějšího místa v katolických kostelích, které je určené pro ukládání liturgických nádob s eucharistií (patena na hostii a kalich). Střecha byla opatřena bohatě členěnou věžičkou.

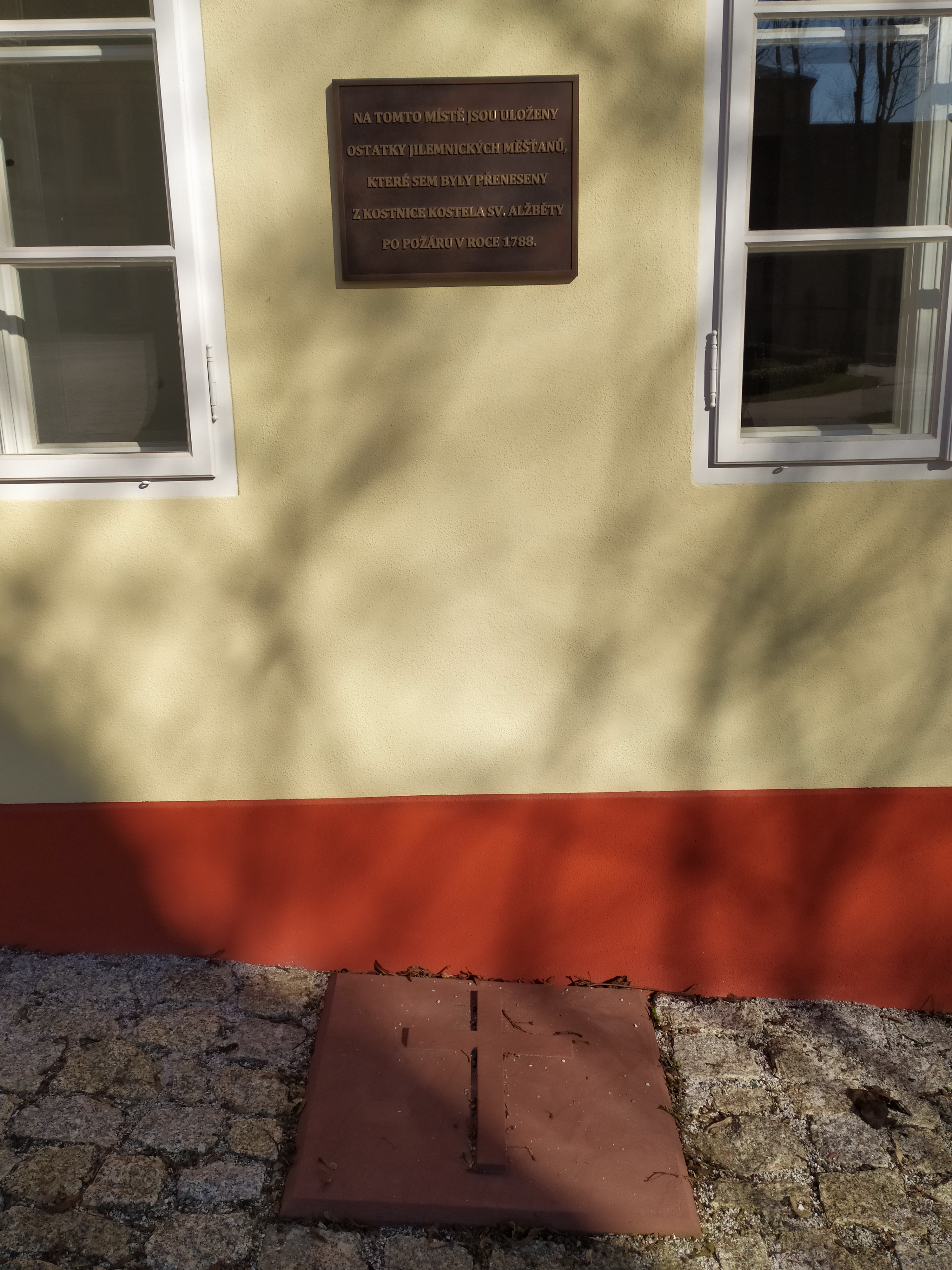
Pamětní deska na zahradnickém domku.

## Archeologický průzkum
V letech 2016 až 2017 probíhal velký archeologický průzkum. Ten se kromě kostela svaté Alžběty zaměřoval také na vykopávky před východním průčelím pivovarského domu. Bylo potvrzeno, že území Jilemnice bylo osídleno dávno před prvními zmínkami o městě. Z planýrovací vrstvy po požáru kostela v roce 1788 pocházejí zlomky náhrobku Dobromysla Křineckého z Ronova, který zemřel 7. října 1585. Za zajímavý nález lze pokládat i zděnou hrobku v centrální části presbytáře. Podle písemných záznamů jde o hrobku majitelů jilemnického panství v 17. století Harantů z Polžic a Bezdružic.Dále byly nalezeny nedaleko presbytáře tři mužské kostry, přičemž jedna s největší pravděpodobností patřila Zdeňku Štěpanickému z Valdštejna, majiteli jilemnického panství ve 14. století. Ten se v Českém království se na sklonku 14. století řadil mezi významné šlechtice. V roce 1377 se stal hofmistrem královny Elišky. V letech 1388 a 1394 zasedal na dvorském soudu a od roku 1391 na zemském soudu. Poslední zmínka o Zdeňkovi ze Štěpanic pochází z roku 1398. Tři rakve s ostatky Valdštejnů byly 14. února 2018 slavnostně pohřbeny pod podlahou zahradního domku.